# Дворица
Дворица је насеље у Србији у општини Ћуприја у Поморавском округу. Према попису из 2022. било је 155 становника.

## Историја
До Другог српског устанка Дворица се налазила у саставу Османског царства. Након Другог српског устанка Дворица улази у састав Кнежевине Србије и административно је припадала Јагодинској нахији и Темнићској кнежини све до 1834. године када је Србија подељена на сердарства.

## Демографија
У насељу Дворица живи 211 пунолетних становника, а просечна старост становништва износи 47,4 година (46,9 код мушкараца и 47,8 код жена). У насељу има 81 домаћинство, а просечан број чланова по домаћинству је 3,04.
Ово насеље је великим делом насељено Србима (према попису из 2002. године).
|  |

| Демографија | Демографија | Демографија |
| Година      | Становника  | Становника  |
| ----------- | ----------- | ----------- |
| 1948.       | 458         |             |
| 1953.       | 464         |             |
| 1961.       | 454         |             |
| 1971.       | 263         |             |
| 1981.       | 313         |             |
| 1991.       | 317         | 288         |
| 2002.       | 246         | 278         |

| Етнички састав према попису из 2002.‍ | Етнички састав према попису из 2002.‍ | Етнички састав према попису из 2002.‍ | Етнички састав према попису из 2002.‍ | Етнички састав према попису из 2002.‍ |
| ------------------------------------ | ------------------------------------ | ------------------------------------ | ------------------------------------ | ------------------------------------ |
|                                      |                                      |                                      |                                      |                                      |
| Срби                                 | Срби                                 |                                      | 240                                  | 97,56%                               |
| Румуни                               | Румуни                               |                                      | 1                                    | 0,40%                                |
| Мађари                               | Мађари                               |                                      | 1                                    | 0,40%                                |
| непознато                            | непознато                            |                                      | 4                                    | 1,62%                                |

| Дворица у пописима Јагодинске нахије — од 1818. до 1829.                          |       |       |       |       |       |       |          |       |       |       |       |       |
| Година пописа                                                                     | 1818. | 1819. | 1820. | 1821. | 1822. | 1823. | 1824/25. | 1825. | 1826. | 1827. | 1828. | 1829. |
| Куће                                                                              | -     | -     | -     | 17    | 17    | 18    | 18       | 18    | 17    | 18    | 19    | 19    |
| Пореске главе*                                                                    | -     | -     | -     | 22    | 21    | 23    | 21       | 19    | 19    | 21    | 20    | 21    |
| Арачке главе**                                                                    | -     | -     | -     | 50    | 53    | 48    | 54       | 54    | 55    | 56    | 60    | 62    |
| *Пореске главе = Ожењени мушкарци \| ** Арачке главе = Мушкарци од 7 до 70 година |       |       |       |       |       |       |          |       |       |       |       |       |

| Година пописа     | 1948. | 1953. | 1961. | 1971. | 1981. | 1991. | 2002. |
| ----------------- | ----- | ----- | ----- | ----- | ----- | ----- | ----- |
| Број домаћинстава | 81    | 98    | 107   | 69    | 87    | 95    | 81    |

| Број чланова      | 1  | 2  | 3 | 4 | 5  | 6  | 7 | 8 | 9 | 10 и више | Просек |
| ----------------- | -- | -- | - | - | -- | -- | - | - | - | --------- | ------ |
| Број домаћинстава | 20 | 25 | 7 | 7 | 10 | 10 | 1 | 0 | 0 | 1         | 3,04   |

| Пол    | Укупно | Неожењен/Неудата | Ожењен/Удата | Удовац/Удовица | Разведен/Разведена | Непознато |
| ------ | ------ | ---------------- | ------------ | -------------- | ------------------ | --------- |
| Мушки  | 100    | 25               | 65           | 5              | 5                  | 0         |
| Женски | 118    | 19               | 66           | 29             | 3                  | 1         |
| УКУПНО | 218    | 44               | 131          | 34             | 8                  | 1         |

| Пол    | Укупно                    | Пољопривреда, лов и шумарство | Рибарство                            | Вађење руде и камена | Прерађивачка индустрија       |
| ------ | ------------------------- | ----------------------------- | ------------------------------------ | -------------------- | ----------------------------- |
| Мушки  | 47                        | 17                            | 0                                    | 0                    | 22                            |
| Женски | 27                        | 13                            | 0                                    | 0                    | 2                             |
| УКУПНО | 74                        | 30                            | 0                                    | 0                    | 24                            |
| Пол    | Производња и снабдевање   | Грађевинарство                | Трговина                             | Хотели и ресторани   | Саобраћај, складиштење и везе |
| Мушки  | 0                         | 1                             | 2                                    | 0                    | 4                             |
| Женски | 0                         | 0                             | 6                                    | 0                    | 0                             |
| УКУПНО | 0                         | 1                             | 8                                    | 0                    | 4                             |
| Пол    | Финансијско посредовање   | Некретнине                    | Државна управа и одбрана             | Образовање           | Здравствени и социјални рад   |
| Мушки  | 0                         | 0                             | 1                                    | 0                    | 0                             |
| Женски | 0                         | 0                             | 0                                    | 1                    | 4                             |
| УКУПНО | 0                         | 0                             | 1                                    | 1                    | 4                             |
| Пол    | Остале услужне активности | Приватна домаћинства          | Екстериторијалне организације и тела | Непознато            | Непознато                     |
| Мушки  | 0                         | 0                             | 0                                    | 0                    | 0                             |
| Женски | 1                         | 0                             | 0                                    | 0                    | 0                             |
| УКУПНО | 1                         | 0                             | 0                                    | 0                    | 0                             |